# Ignaucourt
Ignaucourt – miejscowość i gmina we Francji, w regionie Hauts-de-France, w departamencie Somma.
Według danych na rok 1990 gminę zamieszkiwały 63 osoby, a gęstość zaludnienia wynosiła 15 osób/km² (wśród 2293 gmin Pikardii Ignaucourt plasuje się na 934. miejscu pod względem liczby ludności, natomiast pod względem powierzchni na miejscu 949.).